# Eugene van Staden
Pour les articles homonymes, voir van Staden.

a Compétitions nationales et continentales officielles uniquement.

Dernière mise à jour le 25 octobre 2020.
Eugene van Staden, né le 16 décembre 1980 à Cradock en Afrique du Sud, est un ancien joueur sud-africain de rugby à XV jouant au poste de pilier droit. Il a notamment joué pour le Biarritz olympique pendant six saisons et au Montpellier HR pendant trois saisons.

## Biographie
Durant la saison 2011-2012, le Biarritz olympique atteint la finale du Challenge européen. Pour cette rencontre face au RC Toulon, il est titulaire en première ligne aux côtés d'Arnaud Heguy et Yvan Watremez et le BO l'emporte 21-18,.

## Palmarès
- Biarritz olympique
  - Vainqueur du Challenge européen en 2012